# Northern Virginia Royals
Il Northern Virginia Royals è un club calcistico statunitense fondato nel 1998 e che milita nella Premier Development League (PDL), il campionato americano di quarta categoria. I Royals, per la precisione, sono inseriti nella Mid-Atlantic Division della Eastern Conference della PDL insieme a Fredericksburg, Reading, Richmond Kickers Future, Virginia Beach e Williamsburg.
Le partite in casa dei Royals vengono giocate all'Hellwig Memorial Field Stadium, nella città di Manassas (Virginia).
Recentemente, il club della Virginia si è affiliato al D.C. United, team della Major League Soccer. Oltre a questa partnership, il Northern Virginia ha anche una squadra femminile (le Northern Virginia Majestics, che giocano nella W-League), una di calcetto e numerose squadre distribuite nelle diverse leghe giovanili.

## Cronistoria
| Anno | Divisione | League                | Reg. Season     | Playoff                  | Open Cup        |
| ---- | --------- | --------------------- | --------------- | ------------------------ | --------------- |
| 1998 | 3         | USISL D-3 Pro League  | 7° Atlantic     | Non qualificato          | 2º turno        |
| 1999 | 3         | USL D-3 Pro League    | 4° Atlantic     | Semifinale di Conference | 1º turno        |
| 2000 | 3         | USL D-3 Pro League    | 7° Southern     | Non qualificato          | 2º turno        |
| 2001 | 3         | USL D-3 Pro League    | 4° Southern     | Non qualificato          | Non qualificato |
| 2002 | 3         | USL D-3 Pro League    | 4° Southern     | Non qualificato          | Non qualificato |
| 2003 | 3         | USL Pro Select League | 3° Southern     | Non qualificato          | Non qualificato |
| 2004 | 3         | USL Pro Soccer League | 3° Southern     | Non qualificato          | Non qualificato |
| 2005 | 3         | USL Second Division   | 9°              | Non qualificato          | Non qualificato |
| 2006 | 4         | USL PDL               | 4° Mid Atlantic | Non qualificato          | Non qualificato |
| 2007 | 4         | USL PDL               | 7° Mid Atlantic | Non qualificato          | Non qualificato |

## Organico

### Rosa 2008
| N. |                        | Ruolo | Calciatore      |
| -- | ---------------------- | ----- | --------------- |
| 1  | Stati Uniti (bandiera) | P     | Phillip Lathaur |
| 2  | Stati Uniti (bandiera) | D     | Matthew Brady   |
| 3  | Stati Uniti (bandiera) | D     | Michael Foss    |
| 5  | Stati Uniti (bandiera) | C     | Max Greissbach  |
| 6  | Stati Uniti (bandiera) | D     | Richard Strong  |
| 7  | Stati Uniti (bandiera) | A     | Kareem Sheta    |
| 8  | Stati Uniti (bandiera) | D     | Grady Renfrow   |
| 9  | Stati Uniti (bandiera) | D     | James Stevens   |
| 10 | Stati Uniti (bandiera) | C     | Irad Young      |
| 12 | Stati Uniti (bandiera) | C     | Ryan Jenkins    |
| 13 | Stati Uniti (bandiera) | D     | William Proctor |

| N. |                        | Ruolo | Calciatore        |
| -- | ---------------------- | ----- | ----------------- |
| 14 | Scozia (bandiera)      | A     | Anthony McPeak    |
| 16 | Stati Uniti (bandiera) | C     | Oscar Berrios     |
| 17 | Stati Uniti (bandiera) | C     | Adam Wilson       |
| 19 | Stati Uniti (bandiera) | D     | Karl Gibbons      |
| 20 | Stati Uniti (bandiera) | C     | Nate Wilson       |
| 21 | Stati Uniti (bandiera) | D     | Alexander Horwath |
| 22 | Stati Uniti (bandiera) | A     | AJ Sheta          |
| 23 | Inghilterra (bandiera) | A     | David Atkinson    |
| 24 | Liberia (bandiera)     | C     | Ben Kamara        |
| 31 | Stati Uniti (bandiera) | P     | Joel Helmic       |
|    | Stati Uniti (bandiera) | C     | Eric Otero        |